# Mandopop
La mandopop (chinois simplifié : 华语流行音乐 ; chinois traditionnel : 華語流行音樂 ; pinyin : Huá Yǔ Liú Xíng Yīn Yuè), littéralement, Musique populaire est une abréviation familière pour Mandarin popular music. Elle est également parfois surnommée « mandapop ». Elle est catégorisée comme un sous-genre de la musique commerciale chinoise, tout comme la cantopop. La mandopop est la première variété de musique populaire en chinois à devenir une industrie viable. Comme son nom l'indique, la mandopop est composée de chansons principalement chantées en mandarin standard. Les consommateurs de cette musique incluent des fans, fans en particulier parlant le mandarin, en Chine, Malaisie, Singapour, Taïwan, Japon et dans d'autres pays.

## Histoire
L'industrie musicale chinoise débute avec le gramophone, et les premiers enregistrements au gramophone s'effectuent à Shanghai en mars 1903 avec Fred Gaisberg envoyé par la Victor Talking Machine Company (VTMC) américaine en Asie. Ces enregistrements sont ensuite manufacturés hors de la Chine et de nouveau importés en Chine par la Moudeli Company. La Moudeli Company domine le marché avant les années 1910 jusqu'à ce que Baak Doi (chinois : 百代 ; pinyin : bǎi dài) ou Pathé Records prennent le contrôle. La société Pathé est fondée en 1908 par le français Labansat.

## Chanteurs célèbres
Certains chanteurs de Mandapop ont été appréciés internationalement, comme Dèng Lìjūn, de Taiwan, qui a été apprécié au Japon du fait des anciennes relations coloniales entre les deux régions insulaires, ou bien Jackie Chan, en raison de ses films d'arts-martiaux, mais contrairement à la Chine où il est une star pour cela, pas du tout pour ses chansons. La majorité des artistes chinois de mandapop ont un succès limité à la Chine et au monde chinois, les autres pays manquant généralement de volonté pour intégrer cette culture populaire ; leur succès y reste donc limité à des fans du genre, des personnes passionnées par les cultures chinoises ou des Chinois d'outre mer.

### Chine continentale
- Cui Jian (崔健, de Pékin)
- Dao Lang (刀郎, du Xinjiang)
- Han Hong (韩红, du Tibet)
- Tang Geer (腾格尔, de Mongolie-Intérieure)
- Hua Chenyu (华晨宇, du Hubei)

### Hong Kong
- Jackie Chan (陳港生, Chan Kong Sang), plutôt connu en occident comme acteur de films d'arts martiaux.
- Coco Lee (李玟, Lǐ Wén)

### Taïwan
- Teresa Teng (鄧麗君, Dèng Lìjūn)
- Jay Chou (周杰倫, Zhōu Jiélún)
- Jolin Tsai (蔡依林, Tsai I-lin)
- Vivian Hsu (徐若瑄, Xú Ruòxuān)
- Sam Lee (李聖傑, Lǐ Shèngjié)
- Jeannie Hsieh (謝金燕, Hsieh Jin-yan)
- Hebe Tien (田馥甄, Tián Fù-Zhēn)
- Jam Hsiao (蕭敬騰, Xiāo Jìngténg)
- Yoga Lin (林宥嘉, Lín Yòujiā)
- Lala Hsu (徐佳瑩, Xú Jiāyíng)
- Meng Ting-Wei (孟庭葦, Mèng Tíngweǐ)

### Singapour
- JJ Lin (林俊杰, Lín Jùnjié)
- Stefanie Sun (孫燕姿, Sūn Yànzī)